# Onthophagus tschadensis
Onthophagus tschadensis är en skalbaggsart som beskrevs av Vladimir Balthasar 1963. Onthophagus tschadensis ingår i släktet Onthophagus och familjen bladhorningar. Inga underarter finns listade i Catalogue of Life.